# 新生児特定集中治療室
新生児特定集中治療室（しんせいじとくていしゅうちゅうちりょうしつ）は、病院において早産児や低出生体重児、または何らかの疾患のある新生児を集中的に管理・治療する集中治療室である。NICU (Neonatal Intensive Care Unit) の略語で呼ばれることが多い。日本では1970年代頃から導入が進んだ。
新生児死亡率（出生千対）は1970年時点で8.7であったが、2019年時点で0.9と、10分の1程度まで低下した。

## 施設基準
日本においては厚生労働省が新生児特定集中治療室の施設基準を定めており、常時医師が治療室内に勤務していることや、当直医は他病棟との兼任でないこと、一床あたりの床面積が7平方メートル以上であること、自家発電装置を有していること、バイオクリーンルームであることなどが求められている。このため、新生児特定集中治療室には小児科医が24時間体制で勤務している。

## 歴史

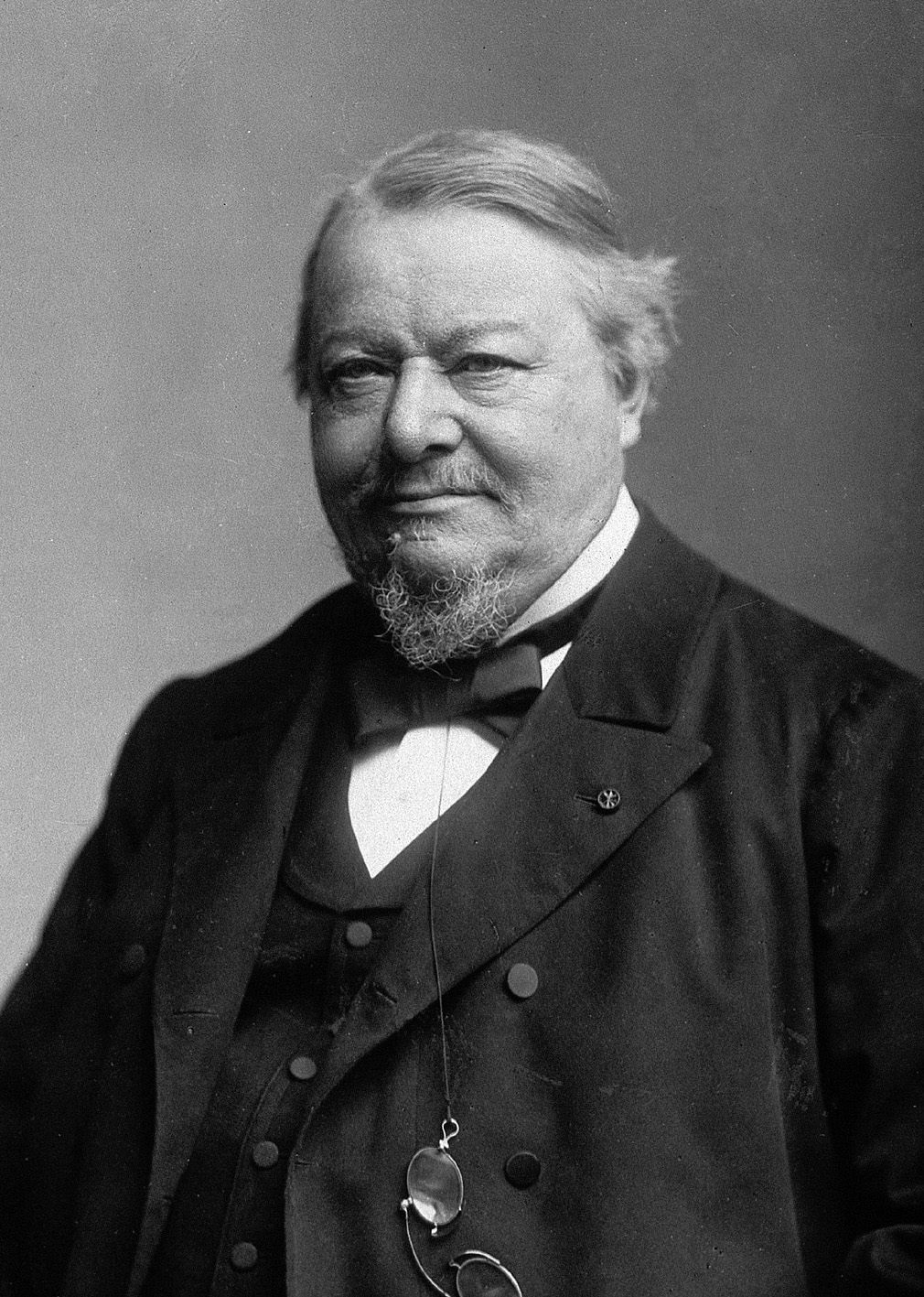
Stéphane Tarnier

19世紀半ばには、孵卵器をベースにした乳児用保育器が初めて開発された。
パリの産科病棟での未熟児の体温管理のために密閉式保育器を開発したステファン・タルニエ博士が、保育器の生みの親と言われている。
タルニエ引退後、ピエール・ブダン博士は、保育器に入れられた乳児の限界を指摘し、母乳と母親の愛着の重要性を説いた。
ブダンは現代周産期学の父として知られており、彼の代表的な著作「Le Nourisson」は、新生児のケアを扱った最初の主要な出版物となった。